# Konrad Napierała
Konrad Napierała (ur. 1 lipca 1957 w Poznaniu) – polski polityk, dziennikarz, poseł na Sejm II kadencji.

## Życiorys
W 1981 ukończył studia na Wydziale Nauk Społecznych Uniwersytetu im. Adama Mickiewicza. Z zawodu jest dziennikarzem. W latach 90. pełnił funkcję redaktora naczelnego „Gazety Poznańskiej” i „Dziennika poznańskiego”, a później „Tygodnika nr 1”.
Był posłem II kadencji, wybranym z listy Unii Pracy w okręgu poznańskim. W parlamencie był członkiem m.in. Komisji Kultury i Środków Przekazu, Komisji Spraw Zagranicznych oraz Komisji Przekształceń Własnościowych. Od 1998 do 2010 był wybierany do rady miasta i gminy Swarzędz z ramienia lokalnych komitetów. W 2014 nie kandydował na kolejną kadencję. 
Pełnił funkcję prezesa klubu sportowego Warta Poznań. Pracował też jako rzecznik prasowy sieci sklepów Żabka.
W 2014 został uhonorowany Srebrnym Medalem „Labor Omnia Vincit” przyznawanym przez Towarzystwo im. Hipolita Cegielskiego.